# Ztracené příběhy
Ztracené příběhy (v anglickém originále The Lost Stories) je jedenáctý díl knižní série Hraničářův učeň, jejímž autorem je australský spisovatel John Flanagan. Knížka obsahuje 8 příběhů, které jsou retrospektivně zasazené do souboru Hraničářův učeň.

## Děj

### Smrt hrdiny
Příběh se odehrává 15 let před prvním dílem (Rozvaliny Gorlanu) a jeho hlavním hrdinou je hraničář Halt. Na Hackhamské pláni, při 1. bitvě s Morgarathem je Halt zachráněn seržantem Danielem, který poté při bitvě umírá. Těsně před smrtí požádá Halta, aby se postaral o jeho ženu a syna. Halt při pátrání po Danielově rodině naráží na skupinu dvou bývalých vojáků, kteří mají v plánu okrást Danielovu rodinu. Tajně je sleduje až do aspiennského léna, kde dojde k boji, ve kterém umírají oba vojáci a Danielova žena. Před smrtí mu prozradí, že kluk se jmenuje Will a požádá ho, aby se o něj postaral. Halt pak odveze Willa do opatrovny na hradě Redmont.

### Kalamář a dýka
Příběh se odehrává v době třetího dílu (Ledová země). Gilan se snaží vypátrat Foldara, bývalého Morgarathova pomocníka. Pátrání ho zavede do Highcliffského léna. Gilan navleče na Foldara past a v následném boji ho zabije. Zároveň zjistí, že Foldarovi pomáhal Douglas, místní baron, takže ho zatýká a odjíždí s ním na hrad Araluen.

### Květnatá řeč
Příběh se odehrává po desátém díle (Císař Nihon-džinu). Will si jako ženichův svědek připravuje proslov na svatbu Horáce a princezny Kasandry. Jeho řeč se ale zrovna nesetkává s pochopením jeho bývalého učitele Halta. K tomu Will s Haltem odjíždí do Hambley, aby se zde vypořádali se skupinou novolunařů, kteří vykrádají vraky lodí, které navedou na pobřeží. Will plánu novolunařů zabrání obarvením ohně, který napodobuje maják, čímž varuje loď blížící se do pasti. Halt poté spolu se stráží z nedalekého hradu pochytá novolunaře. Při cestě domů k Haltově velké radosti Will prozradí, že když se snažil během boje obarvit oheň, musel do něj hodit svůj vak, ve kterém byl i jeho svatební proslov, který tím pádem shořel.

### Večeře pro pět
Jenny plánuje večeři pro Gilana, který nakrátko zavítá do redmontského léna. K její smůle si zrovna ten den vyberou její dům tři lupiči, kteří jí drží jako rukojmí. Dva lupiče se jí podaří omráčit a posledního zneškodní právě příchozí Gilan.

### Svatební tanec
Během příprav na svatbu Horáce a Kasandry se stávají nehody. Až moc nehod na to, aby to byla náhoda. Will při vyšetřování zjistí, že za nehody byl odpovědný majordomův učeň Robard. Krátce nato je Robard nalezen mrtvý. Z prvního pohledu to vypadá na sebevraždu, ale Will zjišťuje, že za tím stojí něco víc. Podezření padne na dva Genovesany, nájemné vrahy. Při svatbě se jeho podezření potvrdí a Willovi se s pomocí Nilse Tahače na poslední chvíli podaří zabránit vraždě princezny Kasandry. Při výslechu přeživšího Genovesana Halt zjistí, že útok si zaplatil Ikbár, bratr zločince Jusála, kterého kdysi při bitvě zmrzačila princezna Kasandra.

### Hiberňan
Příběh vypráví o Haltově seznámením s Crowleym. Crowley, tehdy čerstvý hraničář, je v gorlanském lénu napaden skupinou vojáků. Z problémů mu pomůže Halt. Spolu odjedou na hrad Gorlan, aby problém vyřešili s místním baronem, Morgarathem. Ten, když odjedou, za nimi tajně pošle jednotku vojáků. Ti Crowleyho napadnou a Halt, který původně nechtěl mít s problémy v Araluenu nic společného slíbí Crowleymu, že mu pomůže najít prince Duncana a zabránit tak vzpouře, kterou Morgarath chystá.

### Vlk
Willův kůň, Cuk, je při sledování vlka, který ohrožuje obyvatele vesnice zraněn a nemůže dál sloužit jako hraničářský kůň. Will se tedy musí vyrovnat s odchodem Cuka do důchodu. Jako dalšího koně dostává „nového Cuka“, který je speciálně šlechtěn tak, aby se co nejvíce podobal hraničářovu bývalému koni.

Autor tuto povídku sepsal speciálně na přání jedné čtenářky, aby vysvětlil, co se děje, když je hraničářský kůň už moc starý na to, aby dál sloužil. Stejný proces „nahrazení“ probíhá u všech koní.

### Už bylo na čase...
Krátká povídka popisuje svatbu Willa a Alyss. Svatba se neobejde bez Haltovy vtipné poznámky: „Už bylo na čase...“